# Сборная Италии по теннису в Кубке Дэвиса
Сборная Италии в Кубке Дэвиса (итал. Squadra italiana di Coppa Davis) — национальная мужская сборная Италии по теннису, представляющая эту страну в престижнейшем мужском турнире национальных теннисных сборных — Кубке Дэвиса. Трёхкратный обладатель Кубка Дэвиса (1976, 2023, 2024) и шестикратный участник финального матча (1960, 1961, 1977, 1979, 1980, 1998).

## История
Сборная Италии принимает участие в розыгрышах Кубке Дэвиса (в те времена ещё именовавшегося Международным Кубком вызова) с 1922 года. В первый раз «Скуадра Адзурра» смогла приблизиться к этому командному трофею уже в 1928 году, когда итальянцы после побед над командами Австралии, Румынии, Индии, Великобритании и Чехословакии дошли до межзонального финала, где уступили американцам в борьбе за право играть в раунде вызова против действующих чемпионов — французов. Вторично такой результат они показали через два года, снова проиграв американцам в межзональном финале. Оба раза лидером сборной Италии был знаменитый специалист по грунтовым кортам Умберто де Морпурго. В третий раз итальянская команда оступилась в межзональном финале в 1949 году, всухую проиграв австралийцам, а в четвёртый раз — в 1952 году, когда на их пути снова встали американцы. Лидерами этих двух послевоенных сборных были Марчелло дель Белло и Джованни Кучелли.
В 1955 и 1958 годах итальянцы, ведомые Николой Пьетранджели, потерпели в межзональном финале сначала второе поражение от австралийцев, а затем четвёртое — от американцев. Наконец в 1960 году Пьетранджели сумел переломить тяготеющий над командой рок и, обыграв вместе с Орландо Сиролой американскую сборную в межзональном финале после того, как теннисисты США уже вели со счётом 2:0 по играм, вывел итальянцев в первый в истории команды раунд вызова. Там, однако, итальянцы безоговорочно уступили действующим обладателям Кубка — сборной Австралии (единственное очко Пьетранджели принёс команде в игре с Нилом Фрейзером уже при счёте 4:0 в пользу австралийцев). Через год история повторилась: Италия вновь обыграла в межзональном финале американцев, но в раунде вызова ничего не смогла противопоставить австралийцам.

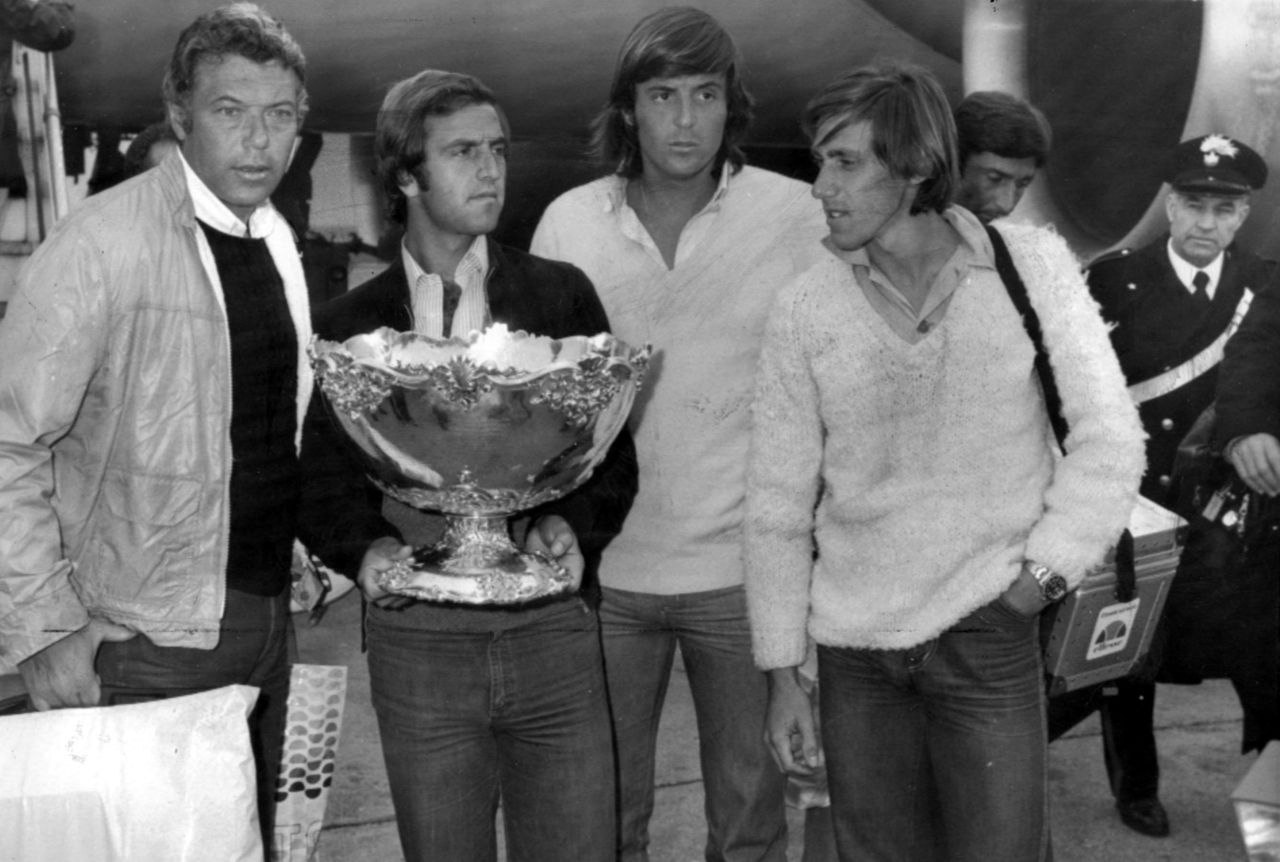
Сборная Италии (Пьетранджели, Бертолуччи, Панатта, Барадзутти, на заднем плане Дзугарелли) с Кубком Дэвиса

После долгого перерыва, в ходе которого был отменён раунд вызова, итальянцы снова заявили о своих правах на этот трофей. В 1976 году они последовательно обыграли в Европейской группе Польшу, Югославию и Великобританию, затем в межзональном финале Австралию и наконец в финальном матче турнира — команду Чили. В состав команды-чемпиона входили Адриано Панатта, Коррадо Барадзутти и Паоло Бертолуччи. Через год итальянцы второй раз подряд дошли до финала, но теперь сильней оказались австралийцы, игравшие на домашних травяных кортах, и экс-чемпионам удалось взять очко только в парной встрече.
Трио Панатта-Барадзутти-Бертолуччи ещё дважды, в 1979 и 1980 годах, выходило в финал турнира, но повторить успех 1976 года не смогло, проиграв сначала американцам, а затем чехословакам. После этого итальянцы снова надолго выпали из списка основных претендентов на победу в Кубке Дэвиса, хотя неизменно оставались участниками Мировой группы — высшего эшелона Кубка Дэвиса, сформированного в 1980 году. В последний раз к настоящему времени итальянская команда побывала в финале Кубка Дэвиса в 1998 году, проиграв шведам. Почти сразу после этого в игре сборной наступил затяжной спад, в ходе которого она выбыла из Мировой группы сначала в Первую, а потом и во Вторую Европейскую группу, где провела 2005 год. Затем начался новый подъём, увенчавшийся возвращением в 2011 году в Мировую группу. Результаты продолжили улучшаться и дальше — в 2013 году команда пробилась в четвертьфинал, а год спустя и в полуфинал Мировой группы.

### Участие в финальных матчах за историю команды
| Результат | Год  | Место проведения    | Состав                                                  | Соперник в финале                                       | Счёт |
| --------- | ---- | ------------------- | ------------------------------------------------------- | ------------------------------------------------------- | ---- |
| Поражение | 1960 | Сидней, Австралия   | Н. Пьетранджели, О. Сирола                              | Австралия Р. Лейвер, Н. Фрейзер, Р. Эмерсон             | 1:4  |
| Поражение | 1961 | Мельбурн, Австралия | Н. Пьетранджели, О. Сирола                              | Австралия Р. Лейвер, Н. Фрейзер, Р. Эмерсон             | 0:5  |
| Победа    | 1976 | Сантьяго, Чили      | К. Барадзутти, П. Бертолуччи, А. Дзугарелли, А. Панатта | Чили П. Корнехо, Б. Пражу, Х. Фильоль                   | 4:1  |
| Поражение | 1977 | Сидней, Австралия   | К. Барадзутти, П. Бертолуччи, А. Панатта                | Австралия Д. Александер, Ф. Дент, Т. Роч                | 1:3  |
| Поражение | 1979 | Сан-Франциско, США  | К. Барадзутти, П. Бертолуччи, А. Дзугарелли, А. Панатта | США В. Герулайтис, Б. Лутц, Дж. Макинрой, С. Смит       | 0:5  |
| Поражение | 1980 | Прага, ЧССР         | К. Барадзутти, П. Бертолуччи, Д. Оклеппо, А. Панатта    | Чехословакия И. Лендл, Т. Шмид                          | 1:4  |
| Поражение | 1998 | Милан, Италия       | А. Гауденци, Д. Наргисо, Д. Поцци, Д. Сангвинетти       | Швеция Ю. Бьоркман, М. Густафссон, Н. Култи, М. Норман  | 1:4  |
| Победа    | 2023 | Малага, Испания     | М. Арнальди, С. Болелли, Я. Синнер, Л. Сонего           | Австралия А. Попырин, А. де Минор, М. Эбден, М. Пёрселл | 2:0  |
| Победа    | 2024 | Малага, Испания     | М. Берреттини, С. Болелли, А. Вавассори, Я. Синнер      | Нидерланды Б. ван де Зандсхюлп, Т. Грикспор, У. Колхоф  | 2:0  |

## Рекорды и статистика

### Команда
- Обладатель Кубка Дэвиса — 3 раза (1976, 2023, 2024)
  - Финалист — 6 раз (1960, 1961, 1977, 1979, 1980, 1998)
- Сезонов в Кубке Дэвиса — 93
  - Сезонов в Мировой группе — 32
- Самая длинная серия побед — 11 (2023—2024, включая два титула и победы над командами Нидерландов (трижды), Австралии (дважды), Чили, Швеции, Сербии, Бразилии, Бельгии и Аргентины)
- Самая крупная победа — 5:0 по играм, 15:0 по сетам, 90:17 по геймам ( Италия —  Монако, 1968)
- Самый длинный матч — 13 часов 45 минут ( Италия —  Польша 3:2, 2004)
  - Наибольшее количество геймов в матче — 281 ( Италия —  США 3:2, 1960)
- Самая длинная игра — 4 часа 29 минут ( Вилле Лиукко —  Федерико Луцци 4-6 6-77 6-4 6-3 12-14, 2001)
  - Наибольшее количество геймов в игре — 79 ( Никола Пьетранджели —  Барри Маккей 6-8 6-3 10-8 6-8 11-13, 1960)
- Наибольшее количество геймов в сете — 38 ( Алекс Ольмедо —  Орландо Сирола 20-18 6-1 6-4, 1958)

### Игроки
- Наибольшее количество сезонов в сборной — 18 (Никола Пьетранджели)
- Наибольшее количество матчей — 66 (Никола Пьетранджели)
- Наибольшее количество игр — 164 (Никола Пьетранджели, 120—44)
- Наибольшее количество побед — 120 (Никола Пьетранджели, 120—44)
  - В одиночном разряде — 78 (Никола Пьетранджели, 78—32)
  - В парном разряде — 42 (Никола Пьетранджели, 42—12)
  - В составе одной пары — 34 (Никола Пьетранджели/Орландо Сирола, 34—8)
- Самый молодой игрок — 17 лет 327 дней (Диего Наргисо, 5 февраля 1988)
- Самый возрастной игрок — 39 лет 46 дней (Симоне Болелли, 23 ноября 2024)

## Состав в сезоне 2024 года
- Маттео Арнальди
- Маттео Берреттини
- Симоне Болелли
- Андреа Вавассори
- Флавио Коболли
- Лоренцо Музетти
- Янник Синнер

Капитан — Филиппо Воландри

## Недавние матчи

### Финал 2023
| Италия 2 | Palacio de Deportes José María Martín Carpena, Малага, Испания 26 ноября 2023 Хард(i) | Palacio de Deportes José María Martín Carpena, Малага, Испания 26 ноября 2023 Хард(i) | Австралия 0 |     |     |            |
| \| \| \| \| 1 \| 2 \| 3 \| \| \| - \| \| ----------------------------------------------------------- \| --- \| --- \| --- \| ---------- \| \| 1 \| \| Маттео Арнальди Алексей Попырин \| 7 5 \| 2 6 \| 6 4 \| \| \| 2 \| \| Янник Синнер Алекс де Минор \| 6 3 \| 6 0 \| \| \| \| 3 \| \| Симоне Болелли / Лоренцо Сонего Макс Пёрселл / Мэттью Эбден \| \| \| \| not played \| |                                                                                       |                                                                                       |             |     |     |            |
| |                                                                                       |                                                                                       | 1           | 2   | 3   |            |
| 1 | Италия · Австралия                                                                    | Маттео Арнальди Алексей Попырин                                                       | 7 5         | 2 6 | 6 4 |            |
| 2 | Италия · Австралия                                                                    | Янник Синнер Алекс де Минор                                                           | 6 3         | 6 0 |     |            |
| 3 | Италия · Австралия                                                                    | Симоне Болелли / Лоренцо Сонего Макс Пёрселл / Мэттью Эбден                           |             |     |     | not played |

### 1/2 финала 2023
| Италия 2 | Palacio de Deportes José María Martín Carpena, Малага, Испания 25 ноября 2023 Хард(i) | Palacio de Deportes José María Martín Carpena, Малага, Испания 25 ноября 2023 Хард(i) | Сербия 1 |     |     |  |
| \| \| \| \| 1 \| 2 \| 3 \| \| \| - \| \| ---------------------------------------------------------------- \| ----- \| --- \| --- \| \| \| 1 \| \| Лоренцо Музетти Миомир Кецманович \| 79 67 \| 2 6 \| 1 6 \| \| \| 2 \| \| Янник Синнер Новак Джокович \| 6 2 \| 2 6 \| 7 5 \| \| \| 3 \| \| Янник Синнер / Лоренцо Сонего Новак Джокович / Миомир Кецманович \| 6 3 \| 6 4 \| \| \| |                                                                                       |                                                                                       |          |     |     |  |
| |                                                                                       |                                                                                       | 1        | 2   | 3   |  |
| 1 | Италия · Сербия                                                                       | Лоренцо Музетти Миомир Кецманович                                                     | 79 67    | 2 6 | 1 6 |  |
| 2 | Италия · Сербия                                                                       | Янник Синнер Новак Джокович                                                           | 6 2      | 2 6 | 7 5 |  |
| 3 | Италия · Сербия                                                                       | Янник Синнер / Лоренцо Сонего Новак Джокович / Миомир Кецманович                      | 6 3      | 6 4 |     |  |

### 1/4 финала 2023
| Италия 2 | Palacio de Deportes José María Martín Carpena, Малага, Испания 23 ноября 2023 Хард(i) | Palacio de Deportes José María Martín Carpena, Малага, Испания 23 ноября 2023 Хард(i) | Нидерланды 1 |     |      |  |
| \| \| \| \| 1 \| 2 \| 3 \| \| \| - \| \| ------------------------------------------------------------ \| ----- \| --- \| ---- \| \| \| 1 \| \| Маттео Арнальди Ботик ван де Зандсхюлп \| 78 66 \| 3 6 \| 67 9 \| \| \| 2 \| \| Янник Синнер Таллон Грикспор \| 7 63 \| 6 1 \| \| \| \| 3 \| \| Янник Синнер / Лоренцо Сонего Таллон Грикспор / Уэсли Колхоф \| 6 3 \| 6 4 \| \| \| |                                                                                       |                                                                                       |              |     |      |  |
| |                                                                                       |                                                                                       | 1            | 2   | 3    |  |
| 1 | Италия · Нидерланды                                                                   | Маттео Арнальди Ботик ван де Зандсхюлп                                                | 78 66        | 3 6 | 67 9 |  |
| 2 | Италия · Нидерланды                                                                   | Янник Синнер Таллон Грикспор                                                          | 7 63         | 6 1 |      |  |
| 3 | Италия · Нидерланды                                                                   | Янник Синнер / Лоренцо Сонего Таллон Грикспор / Уэсли Колхоф                          | 6 3          | 6 4 |      |  |